# Радинград
Ра́динград (болг. Радинград) — село в Разградській області Болгарії. Входить до складу общини Разград.

## Населення
За даними перепису населення 2011 року у селі проживали 262 особи.
Національний склад населення села:
| Національність   | Кількість осіб | Відсоток |
| ---------------- | -------------- | -------- |
| турки            | 217            | 83,5%    |
| болгари          | 41             | 15,8%    |
| цигани           | 0              | 0%       |
| Всього відповіли | 260            |          |

Розподіл населення за віком у 2011 році:
Динаміка населення: